# 貝雷日尼察河 (德涅斯特河支流)
貝雷日尼察河（烏克蘭語：Бережниця），是烏克蘭的河流，位於該國西部伊萬諾-弗蘭科夫斯克州和利沃夫州，屬於德涅斯特河的右支流，河道全長59公里，流域面積169平方公里。